# 1960年夏季奥林匹克运动会自行车比赛
1960年夏季奥林匹克运动会自行车比赛在罗马举行。

## 奖牌榜

### 公路
| Event                         | 金牌                                                                                    | 银牌                                                                  | 铜牌                                                                               |
| Individual road race （詳細） | Viktor Kapitonov · 苏联（URS）                                                          | 利维奥·特拉佩 · 意大利（ITA）                                         | Willy van den Berghen · 比利时（BEL）                                              |
| Time trial, team （詳細）     | 意大利（ITA） · 利维奥·特拉佩 · 安东尼奥·巴伊莱蒂 · 奥塔维奥·科利亚蒂 · 贾科莫·福尔诺尼 | 德国联队（EUA） · 特弗·舒尔 · 埃贡·阿德勒 · 埃里克·哈根 · 金特·勒尔克 | 苏联（URS） · Aleksei Petrov · Viktor Kapitonov · Yevgeny Klevtsov · Yury Melikhov |

### 场地
| Event                     | 金牌                                                                            | 银牌                                                                              | 铜牌                                                                                 |
| Pursuit, team （詳細）    | 意大利（ITA） · 马里诺·维尼亚 · 路易吉·阿里恩蒂 · 佛朗哥·泰斯塔 · 马里奥·瓦洛托 | 德国联队（EUA） · 西格弗里德·克勒 · 贝恩德·巴莱本 · 彼得·格勒宁 · 曼弗雷德·克利梅 | 苏联（URS） · Viktor Romanov · Arnold Belgardt · Leonid Kolumbet · Stanislav Moskvin |
| Sprint （詳細）           | 桑特·加亚尔多尼 · 意大利（ITA）                                                 | Leo Sterckx · 比利时（BEL）                                                       | 瓦伦蒂诺·加斯帕雷拉 · 意大利（ITA）                                                  |
| Tandem （詳細）           | 朱塞佩·贝盖托 · and 塞尔焦·比安凯托 · 意大利（ITA）                             | 于尔根·西蒙 · and 洛塔尔·施特贝尔 · 德国联队（EUA）                               | Vladimir Leonov · and Boris Vasilyev · 苏联（URS）                                   |
| 1000m time trial （詳細） | 桑特·加亚尔多尼 · 意大利（ITA）                                                 | 迪特尔·吉泽勒 · 德国联队（EUA）                                                   | Rostislav Vargashkin · 苏联（URS）                                                   |

## 参赛国家
| - 阿根廷（8） - （9） - 奥地利（8） - 比利时（13） - 巴西（1） - 保加利亚（5） - 加拿大（2） - 哥伦比亚（7） - 捷克斯洛伐克（6） - 丹麦（8） - 埃塞俄比亚（5） - 芬兰（4） |  | - 法国（14） - 德国联队（14） - 英国（12） - 匈牙利（5） - 印度尼西亚（4） - 伊拉克（2） - 爱尔兰（5） - 以色列（2） - 意大利（14） - 日本（5） - 列支敦士登（1） - 卢森堡（6） |  | - 马耳他（3） - 墨西哥（10） - 摩洛哥（4） - 荷兰（13） - 新西兰（1） - 挪威（1） - 巴基斯坦（2） - 波兰（5） - 葡萄牙（4） - 罗马尼亚（6） - 圣马力诺（4） - 韩国（4） |  | - 南非（5） - 苏联（13） - 西班牙（9） - 锡兰（1） - 瑞典（4） - 瑞士（14） - 突尼斯（4） - 美国（14） - 乌拉圭（5） - 委内瑞拉（5） - 英属西印度群岛（1） - 南斯拉夫（5） |

## 各国奖牌榜
| 排名 | 国家／地区 | 金牌 | 银牌 | 铜牌 | 總數 |
| ---- | ---------- | ---- | ---- | ---- | ---- |
| 1    | 意大利     | 5    | 1    | 1    | 7    |
| 2    | 苏联       | 1    | 0    | 4    | 5    |
| 3    | 德国联队   | 0    | 4    | 0    | 4    |
| 4    | 比利时     | 0    | 1    | 1    | 2    |